# Saint-Beaulize
Saint-Beaulize est une commune française située dans le département de l'Aveyron, en région Occitanie.

## Géographie

### Localisation
Saint–Beaulize est situé sur le versant Sud-Ouest du plateau du Larzac à 530 mètres d’altitude. Le village de Saint-Beaulize est dominé par les falaises du Larzac appelées communément « molaires ».

### Communes limitrophes
Les communes limitrophes sont  Cornus, Fondamente, Marnhagues-et-Latour, Saint-Jean-et-Saint-Paul et Sainte-Eulalie-de-Cernon.

### Hydrographie

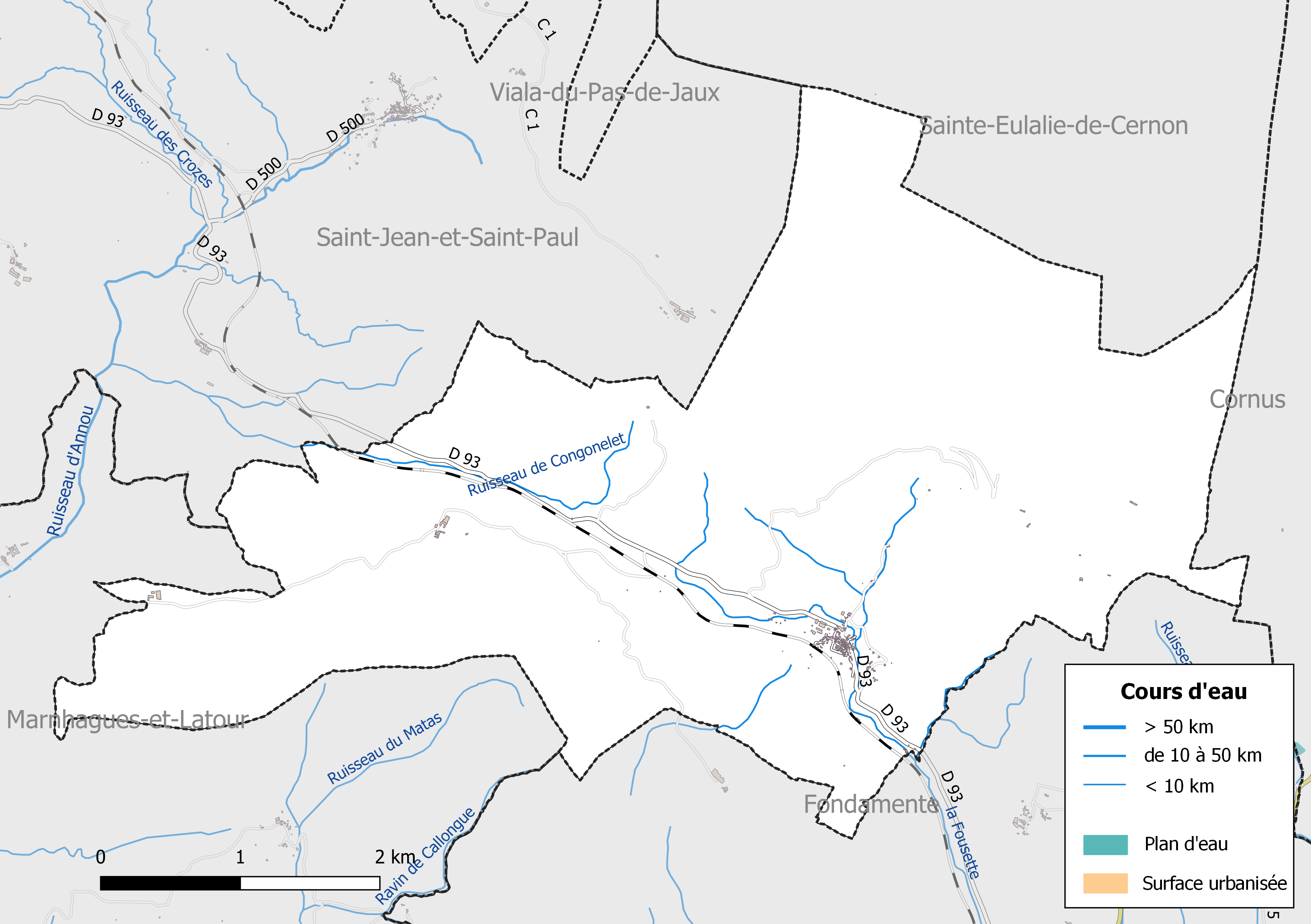
Réseaux hydrographique et routier de Saint-Beaulize.

La commune est drainée par la Fousette, le ruisseau de Bourbal, le ruisseau de Congonelet et par divers petits cours d'eau.

### Climat
Pour des articles plus généraux, voir Climat de l'Occitanie et Climat de l'Aveyron.
En 2010, le climat de la commune est de type climat des marges montargnardes, selon une étude s'appuyant sur une série de données couvrant la période 1971-2000. En 2020, Météo-France publie une typologie des climats de la France métropolitaine dans laquelle la commune est exposée à un climat de montagne et est dans la région climatique Sud-est du Massif Central, caractérisée par une pluviométrie annuelle de 1 000 à 1 500 mm, minimale en été, maximale en automne.
Pour la période 1971-2000, la température annuelle moyenne est de 11,3 °C, avec une amplitude thermique annuelle de 15,7 °C. Le cumul annuel moyen de précipitations est de 1 109 mm, avec 10,2 jours de précipitations en janvier et 4,4 jours en juillet. Pour la période 1991-2020, la température moyenne annuelle observée sur la station météorologique la plus proche, située sur la commune de Cornus à 5 km à vol d'oiseau, est de 10,1 °C et le cumul annuel moyen de précipitations est de 1 007,4 mm,. Pour l'avenir, les paramètres climatiques de la commune estimés pour 2050 selon différents scénarios d'émission de gaz à effet de serre sont consultables sur un site dédié publié par Météo-France en novembre 2022.

### Milieux naturels et biodiversité

#### Espaces protégés
La protection réglementaire est le mode d’intervention le plus fort pour préserver des espaces naturels remarquables et leur biodiversité associée.
Dans ce cadre, la commune fait partie d'un espace protégé, le Parc naturel régional des Grands Causses, créé en 1995 et d'une superficie de 327 937 ha, s'étend sur 97 communes. Ce territoire rural habité, reconnu au niveau national pour sa forte valeur patrimoniale et paysagère, s’organise autour d’un projet concerté de développement durable, fondé sur la protection et la valorisation de son patrimoine,,.

#### Zones naturelles d'intérêt écologique, faunistique et floristique
L’inventaire des zones naturelles d'intérêt écologique, faunistique et floristique (ZNIEFF) a pour objectif de réaliser une couverture des zones les plus intéressantes sur le plan écologique, essentiellement dans la perspective d’améliorer la connaissance du patrimoine naturel national et de fournir aux différents décideurs un outil d’aide à la prise en compte de l’environnement dans l’aménagement du territoire.
Le territoire communal de Saint-Beaulize comprend quatre ZNIEFF de type 1, : 
- les « Cirques de Saint-Paul-Des-Fonts et de Tournemire » (1 189 ha), couvrant 6 communes du département[13] ;
- les « Corniches de Cornus et de Saint-Beaulize » (312,8 ha), couvrant 3 communes du département[14] ;
- les « Prairies et pelouses de Lalric » (360,9 ha), couvrant 3 communes du département[15] ;
- les « Rocs du Louradou et devèzes de Fourès » (645,4 ha), couvrant 3 communes du département[16] ;

et une ZNIEFF de type 2,, 
le « Causse du Larzac » (50 424 ha), qui s'étend sur 23 communes dont 21 dans l'Aveyron et 2 dans l'Hérault.

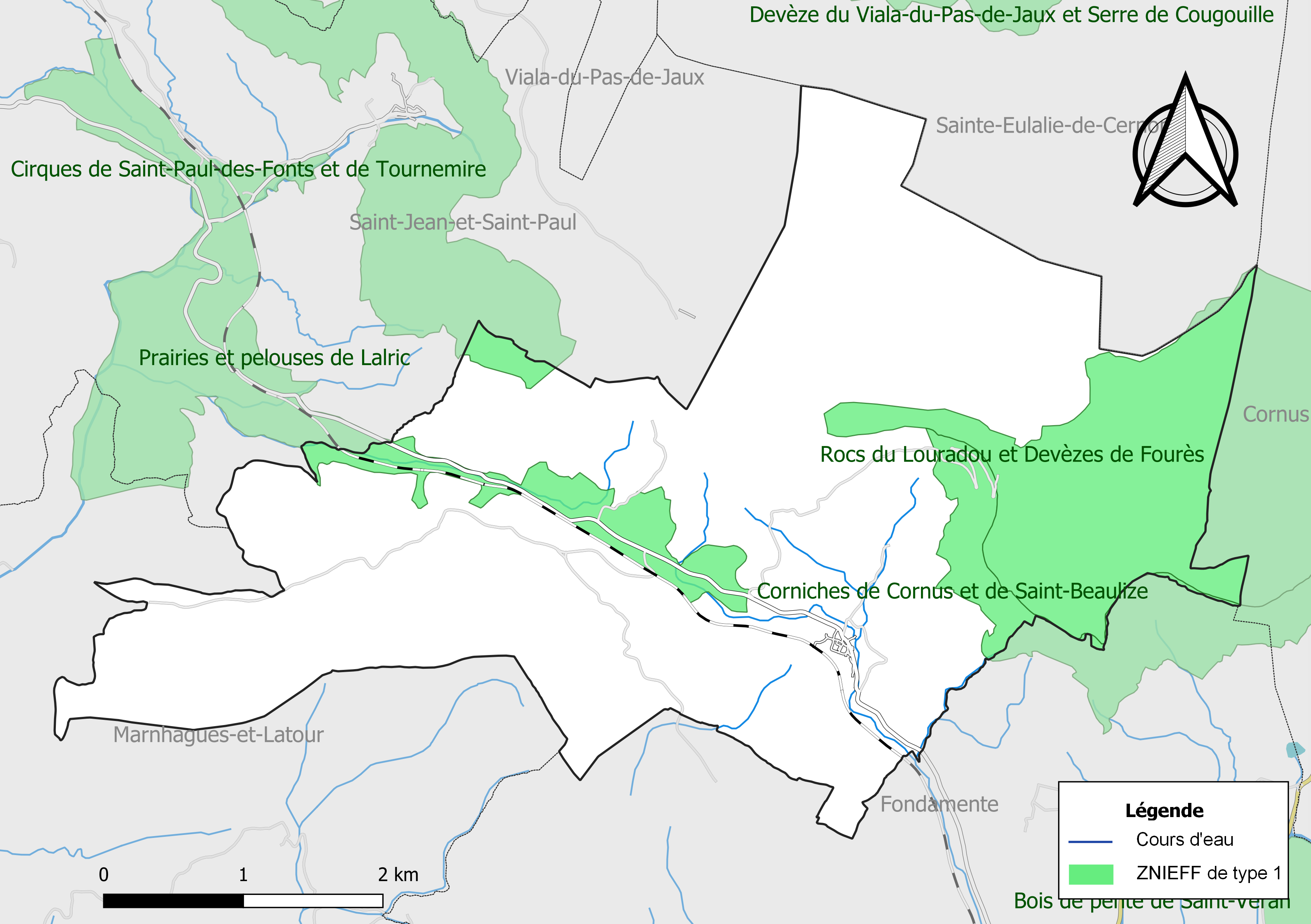
Carte des ZNIEFF de type 1 de la commune.
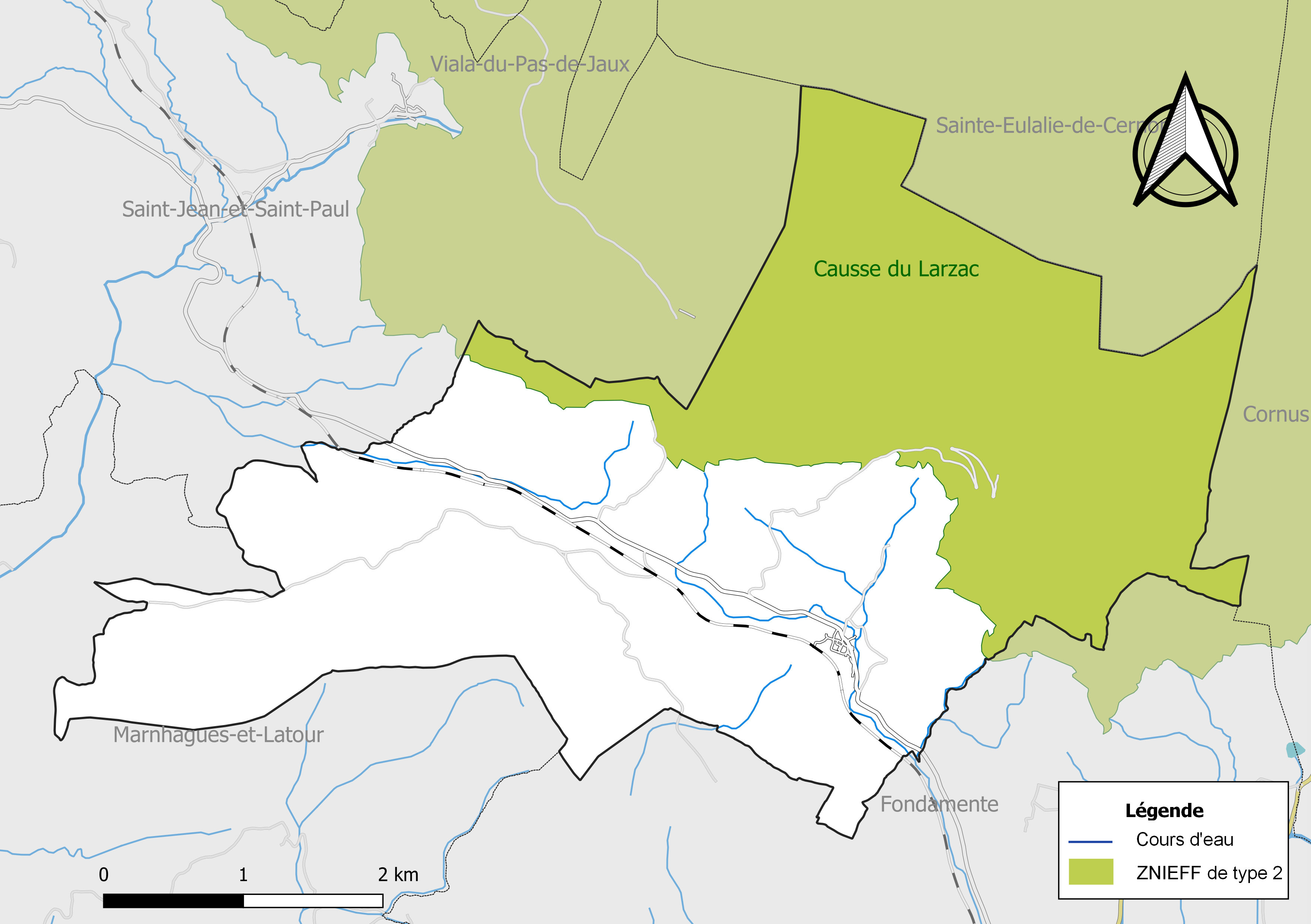
Carte de la ZNIEFF de type 2 de la commune.

## Urbanisme

### Typologie
Au 1er janvier 2024, Saint-Beaulize est catégorisée commune rurale à habitat dispersé, selon la nouvelle grille communale de densité à 7 niveaux définie par l'Insee en 2022.
Elle est située hors unité urbaine et hors attraction des villes,.

### Occupation des sols

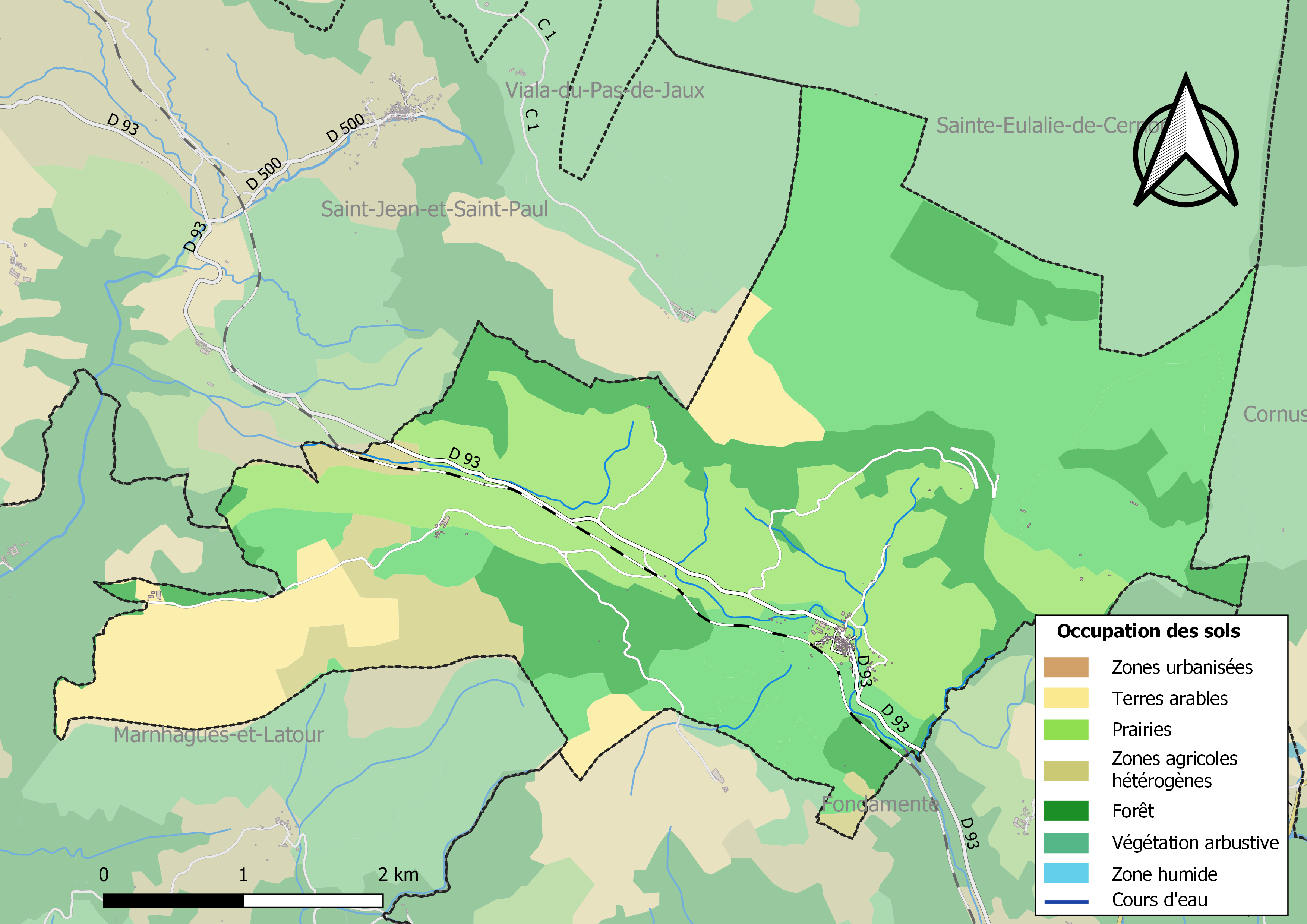
Infrastructures et occupation des sols de la commune de Saint-Beaulize.

L'occupation des sols de la commune, telle qu'elle ressort de la base de données européenne d’occupation biophysique des sols Corine Land Cover (CLC), est marquée par l'importance des forêts et milieux semi-naturels (57,5 % en 2018), en augmentation par rapport à 1990 (53,4 %). La répartition détaillée en 2018 est la suivante : 
milieux à végétation arbustive et/ou herbacée (35,2 %), prairies (25,7 %), forêts (22,4 %), terres arables (11,4 %), zones agricoles hétérogènes (5,3 %).

### Planification
La loi SRU du 13 décembre 2000 a incité fortement les communes à se regrouper au sein d’un établissement public, pour déterminer les partis d’aménagement de l’espace au sein d’un SCoT, un document essentiel d’orientation stratégique des politiques publiques à une grande échelle. La commune est dans le territoire du SCoT du Parc naturel régional des Grands Causses, approuvé le vendredi 7 juillet 2017 par le comité syndical et mis à l’enquête publique en décembre 2019. La structure porteuse est le Pôle d'équilibre territorial et rural du PNR des Grands Causses, qui associe huit communautés de communes, notamment la communauté de communes Larzac et Vallées, dont la commune est membre.
La commune disposait en 2017 d'un plan local d'urbanisme en révision. Le zonage réglementaire et le règlement associé peuvent être consultés sur le Géoportail de l'urbanisme.

### Risques majeurs
Le territoire de la commune de Saint-Beaulize est vulnérable à différents aléas naturels : climatiques (hiver exceptionnel ou canicule), feux de forêts et séisme (sismicité faible).
Il est également exposé à un risque technologique, le transport de matières dangereuses, et à un risque particulier, le risque radon,.

#### Risques naturels
Le Plan départemental de protection des forêts contre les incendies découpe le département de l’Aveyron en sept « bassins de risque » et définit une sensibilité des communes à l’aléa feux de forêt (de faible à très forte). La commune est classée en sensibilité très forte.
Les mouvements de terrains susceptibles de se produire sur la commune sont liés à la présence de cavités souterraines localisées sur la commune,.

#### Risques technologiques
Le risque de transport de matières dangereuses sur la commune est lié à sa traversée par une canalisation de transport de gaz. Un accident se produisant sur une telle infrastructure est en effet susceptible d’avoir des effets graves au bâti ou aux personnes jusqu’à 350 m, selon la nature du matériau transporté. Des dispositions d’urbanisme peuvent être préconisées en conséquence.

#### Risque particulier
Dans plusieurs parties du territoire national, le radon, accumulé dans certains logements ou autres locaux, peut constituer une source significative d’exposition de la population aux rayonnements ionisants. Toutes les communes du département sont concernées par le risque radon à un niveau plus ou moins élevé. Selon le dossier départemental des risques majeurs du département établi en 2013, la commune de Saint-Beaulize est classée à risque faible. Un décret du 4 juin 2018 a modifié la terminologie du zonage définie dans le code de la santé publique et a été complété par un arrêté du 27 juin 2018 portant délimitation des zones à potentiel radon du territoire français. La commune est désormais en zone 1, à savoir zone à potentiel radon faible.

## Toponymie
Durant la Révolution, la commune porte le nom de L'Hirondel.

## Histoire
Cette commune fut donnée par l’évêque de Rodez à l’abbaye de Lodève laquelle l’a transmise au XIIIe siècle à l’abbaye de Nonenque.
Son château appartenait, avant la Révolution, à la famille Lauzière de Thémines.

## Politique et administration

### Découpage territorial
La commune de Saint-Beaulize est membre de la communauté de communes Larzac et Vallées, un établissement public de coopération intercommunale (EPCI) à fiscalité propre créé le 13 décembre 2004 dont le siège est à Cornus. Ce dernier est par ailleurs membre d'autres groupements intercommunaux.
Sur le plan administratif, elle est rattachée à l'arrondissement de Millau, au département de l'Aveyron et à la région Occitanie. Sur le plan électoral, elle dépend du  canton des Causses-Rougiers pour l'élection des conseillers départementaux, depuis le redécoupage cantonal de 2014 entré en vigueur en 2015, et de la troisième circonscription de l'Aveyron  pour les élections législatives, depuis le dernier découpage électoral de 2010.

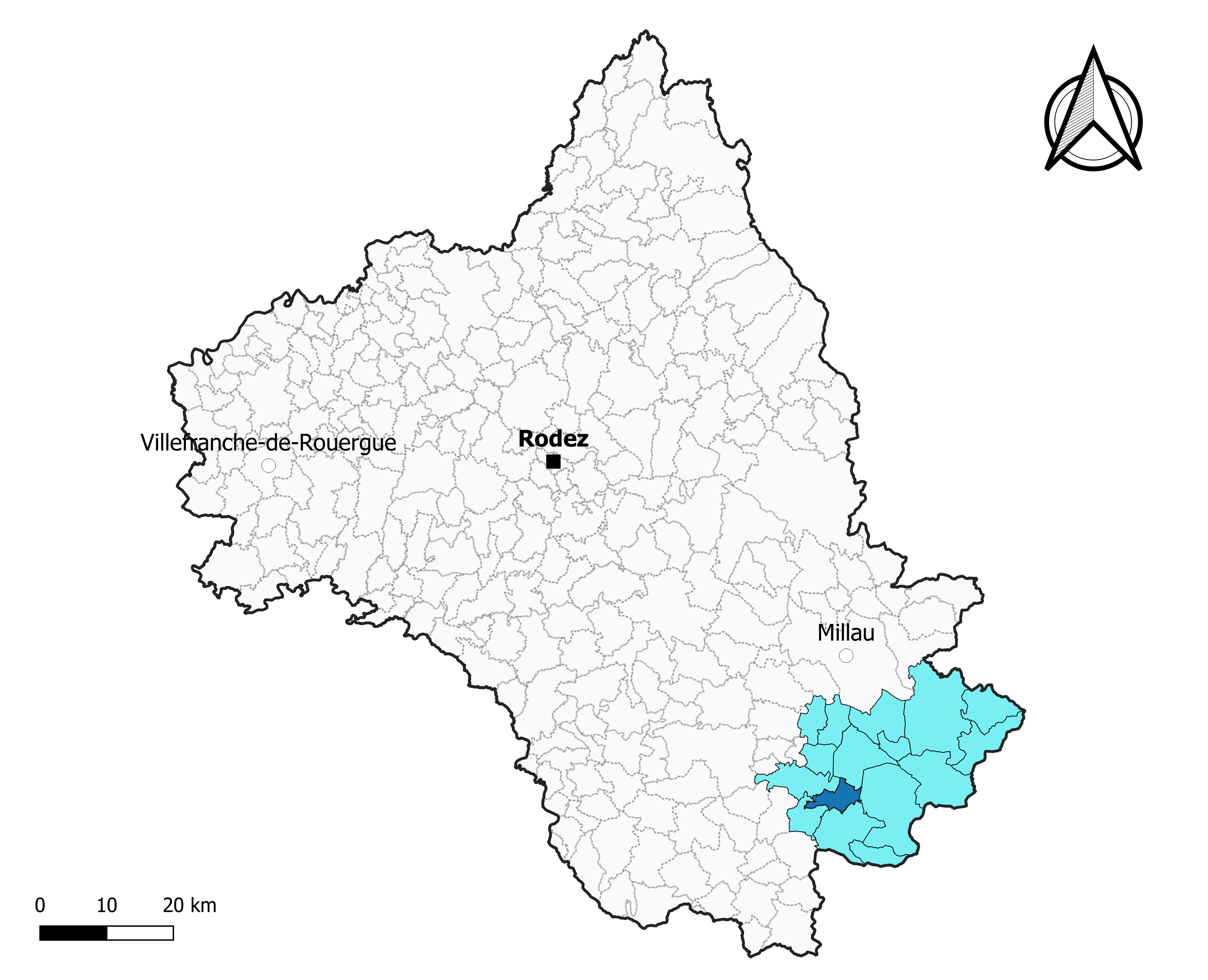
Saint-Beaulize dans l'intercommunalité en 2020.
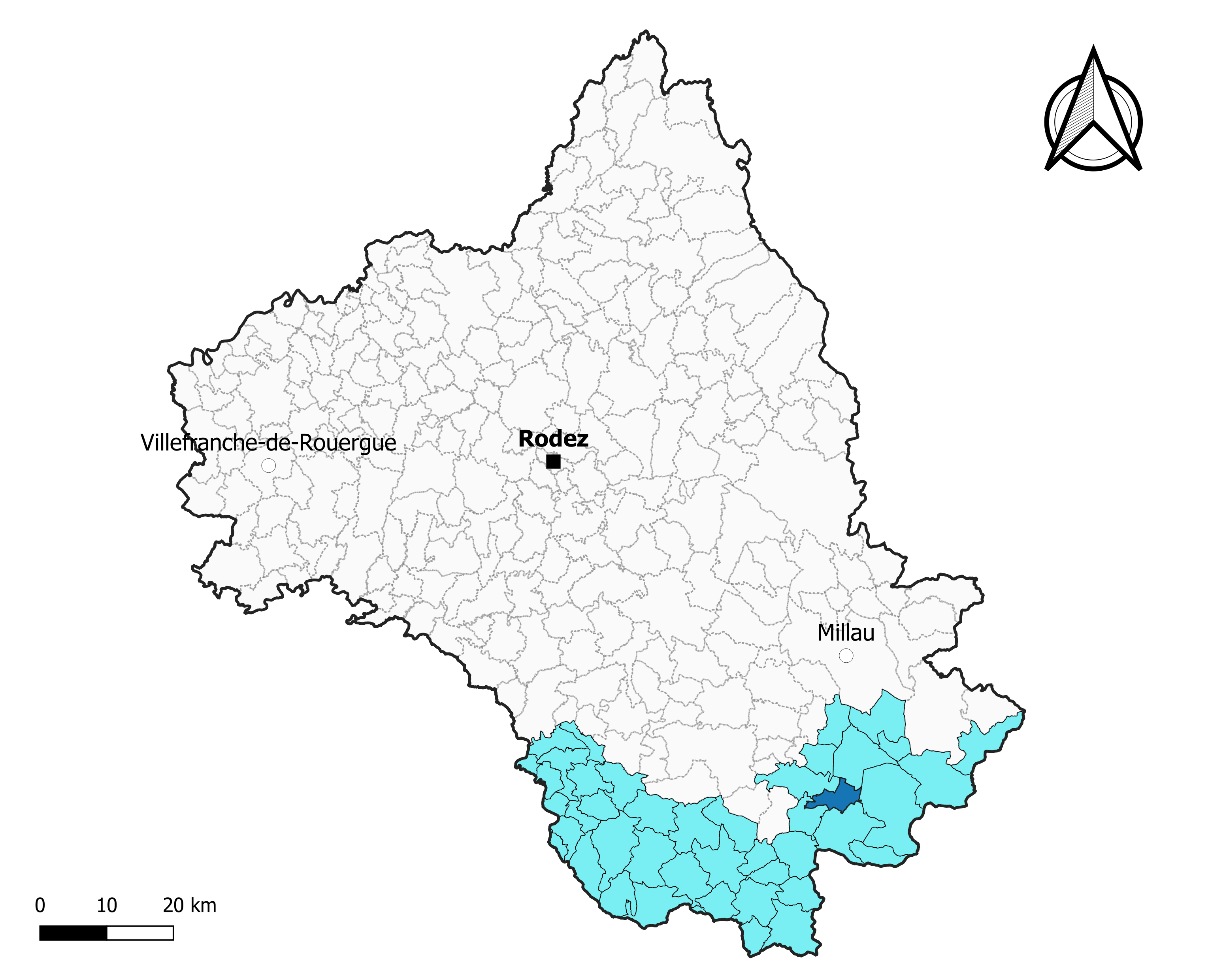
Saint-Beaulize dans le canton des Causses-Rougiers en 2020.
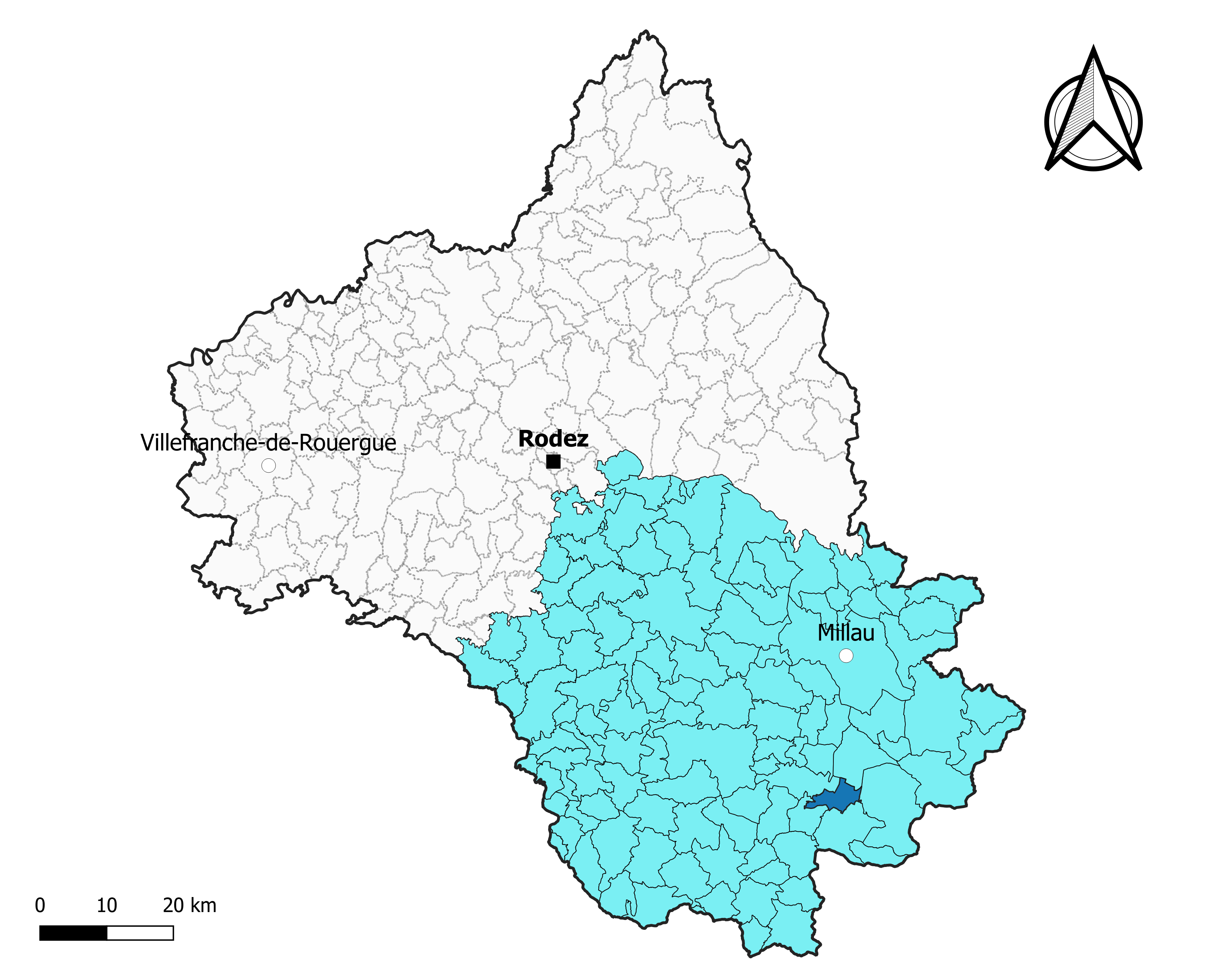
Saint-Beaulize dans l'arrondissement de Millau en 2020.

### Élections municipales et communautaires

#### Élections de 2020
Le conseil municipal de Saint-Beaulize, commune de moins de 1 000 habitants, est élu au scrutin majoritaire plurinominal à deux tours avec candidatures isolées ou groupées et possibilité de panachage. Compte tenu de la population communale, le nombre de sièges à pourvoir lors des élections municipales de 2020 est de 7. Sur les huit candidats en lice, sept sont élus dès le premier tour, le 15 mars 2020, correspondant à la totalité des sièges à pourvoir, avec un taux de participation de 48,05 %.
Guy Cazottes, maire sortant, est réélu pour un nouveau mandat le 23 mai 2020.
Dans les communes de moins de 1 000 habitants, les conseillers communautaires sont désignés parmi les conseillers municipaux élus en suivant l’ordre du tableau (maire, adjoints puis conseillers municipaux) et dans la limite du nombre de sièges attribués à la commune au sein du conseil communautaire. Un siège est attribué à la commune au sein de la communauté de communes Larzac et Vallées.

#### Liste des maires
| Période                                  | Période  | Identité      | Étiquette | Qualité                       |
| ---------------------------------------- | -------- | ------------- | --------- | ----------------------------- |
| mars 2008                                | 2014     | André Douls   |           | Agriculteur                   |
| avril 2014                               | En cours | Guy Cazottes, |           | Ancien agriculteur exploitant |
| Les données manquantes sont à compléter. |          |               |           |                               |

## Démographie
L'évolution du nombre d'habitants est connue à travers les recensements de la population effectués dans la commune depuis 1793. Pour les communes de moins de 10 000 habitants, une enquête de recensement portant sur toute la population est réalisée tous les cinq ans, les populations de référence des années intermédiaires étant quant à elles estimées par interpolation ou extrapolation. Pour la commune, le premier recensement exhaustif entrant dans le cadre du nouveau dispositif a été réalisé en 2007.

En 2022, la commune comptait 100 habitants, en évolution de +6,38 % par rapport à 2016 (Aveyron : +0,37 %, France hors Mayotte : +2,11 %).
| 1793 | 1800 | 1881 | 1886 | 1891 | 1896 | 1901 | 1906 | 1911 |
| ---- | ---- | ---- | ---- | ---- | ---- | ---- | ---- | ---- |
| 500  | 382  | 483  | 452  | 448  | 356  | 337  | 330  | 306  |

| 1921 | 1926 | 1931 | 1936 | 1946 | 1954 | 1962 | 1968 | 1975 |
| ---- | ---- | ---- | ---- | ---- | ---- | ---- | ---- | ---- |
| 267  | 247  | 224  | 192  | 172  | 154  | 112  | 93   | 104  |

| 1982 | 1990 | 1999 | 2006 | 2007 | 2012 | 2017 | 2022 | - |
| ---- | ---- | ---- | ---- | ---- | ---- | ---- | ---- | - |
| 93   | 86   | 95   | 98   | 98   | 109  | 89   | 100  | - |

## Économie

### Emploi
| Division       | 2008   | 2013  | 2018   |
| -------------- | ------ | ----- | ------ |
| Commune        | 11,8 % | 3,4 % | 14,5 % |
| Département    | 5,4 %  | 7,1 % | 7,1 %  |
| France entière | 8,3 %  | 10 %  | 10 %   |

En 2018, la population âgée de 15 à 64 ans s'élève à 54 personnes, parmi lesquelles on compte 61,8 % d'actifs (47,3 % ayant un emploi et 14,5 % de chômeurs) et 38,2 % d'inactifs,. Depuis 2008, le taux de chômage communal (au sens du recensement) des 15-64 ans est supérieur à celui de la France et du département.
La commune est hors attraction des villes,. Elle compte 17 emplois en 2018, contre 26 en 2013 et 16 en 2008. Le nombre d'actifs ayant un emploi résidant dans la commune est de 28, soit un indicateur de concentration d'emploi de 61,2 % et un taux d'activité parmi les 15 ans ou plus de 45,6 %.
Sur ces 28 actifs de 15 ans ou plus ayant un emploi, 10 travaillent dans la commune, soit 36 % des habitants. Pour se rendre au travail, 53,6 % des habitants utilisent un véhicule personnel ou de fonction à quatre roues, 3,6 % les transports en commun, 10,7 % s'y rendent en deux-roues, à vélo ou à pied et 32,1 % n'ont pas besoin de transport (travail au domicile).

### Activités hors agriculture
8 établissements sont implantés  à Saint-Beaulize au 31 décembre 2019.
Le secteur des activités spécialisées, scientifiques et techniques et des activités de services administratifs et de soutien est prépondérant sur la commune puisqu'il représente 50 % du nombre total d'établissements de la commune (4 sur les 8 entreprises implantées  à Saint-Beaulize), contre 12,4 % au niveau départemental.

### Agriculture
|               | 1988 | 2000 | 2010  | 2020 |
| ------------- | ---- | ---- | ----- | ---- |
| Exploitations | 7    | 6    | 8     | 6    |
| SAU (ha)      | 851  | 945  | 1 436 | 899  |

La commune est dans les Grands Causses, une petite région agricole occupant le sud-est du département de l'Aveyron. En 2020, l'orientation technico-économique de l'agriculture  sur la commune est l'élevage d'ovins ou de caprins. Six exploitations agricoles ayant leur siège dans la commune sont dénombrées lors du recensement agricole de 2020 (sept en 1988). La superficie agricole utilisée est de 899 ha,,.

## Culture locale et patrimoine

### Lieux et monuments

Le château
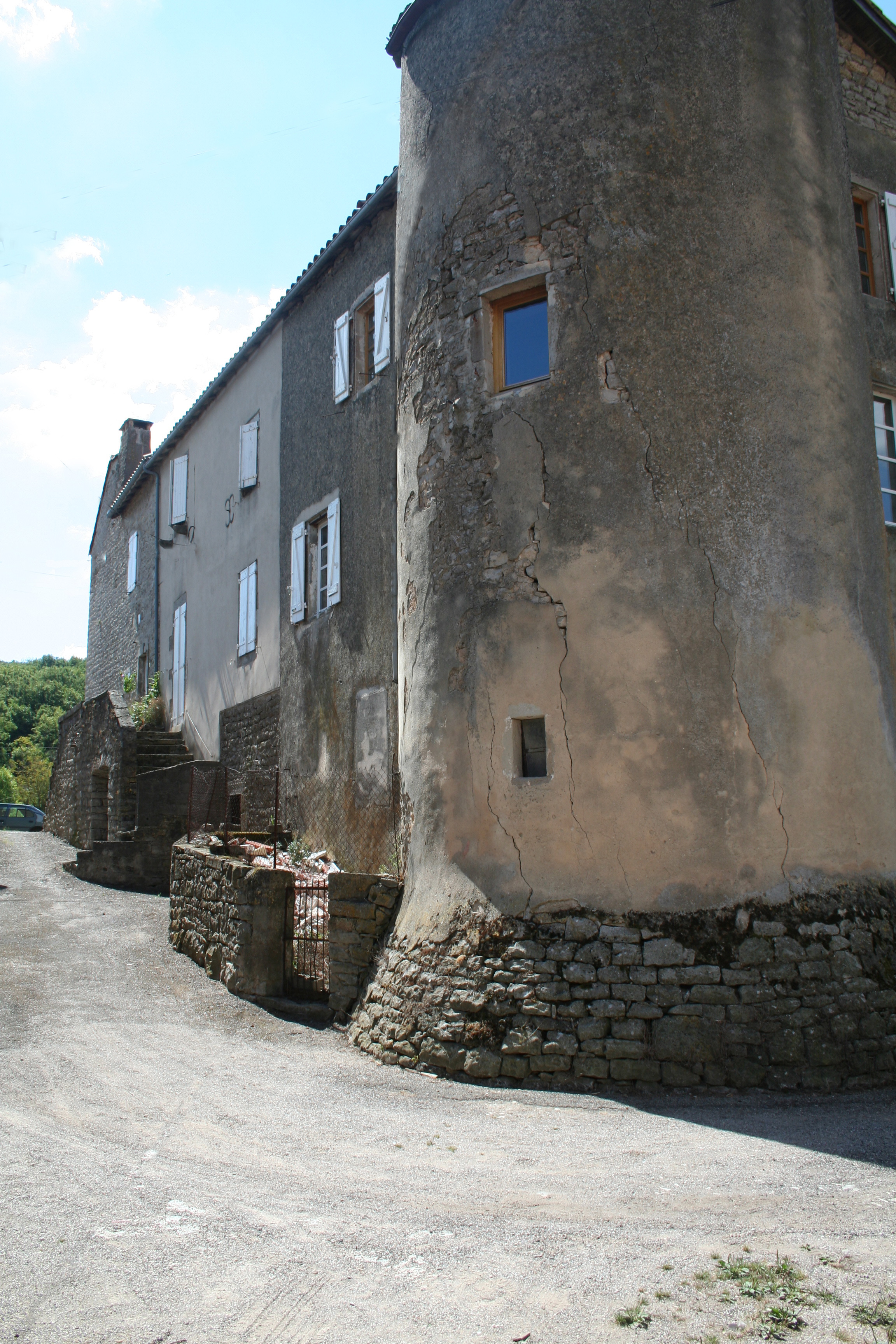
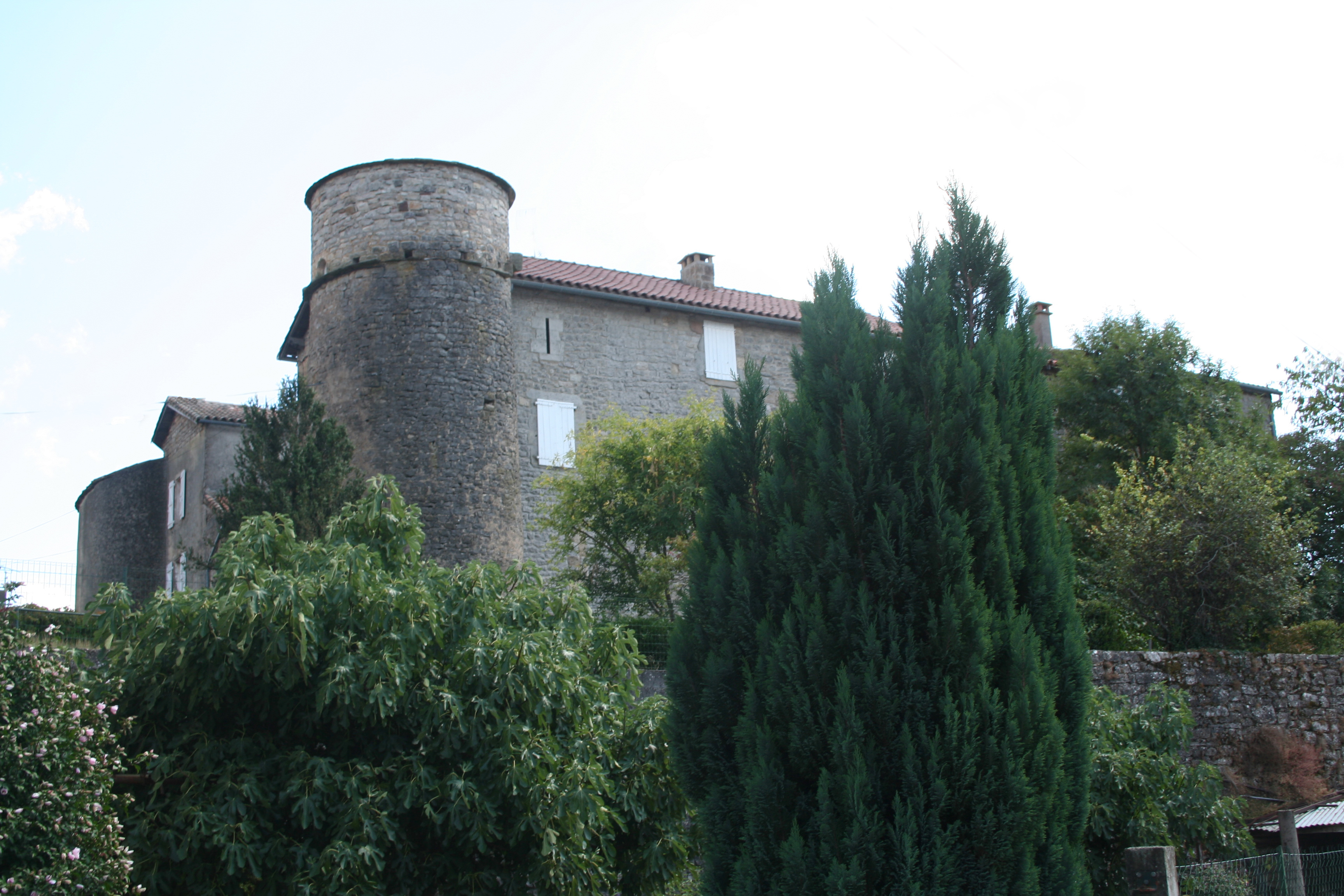
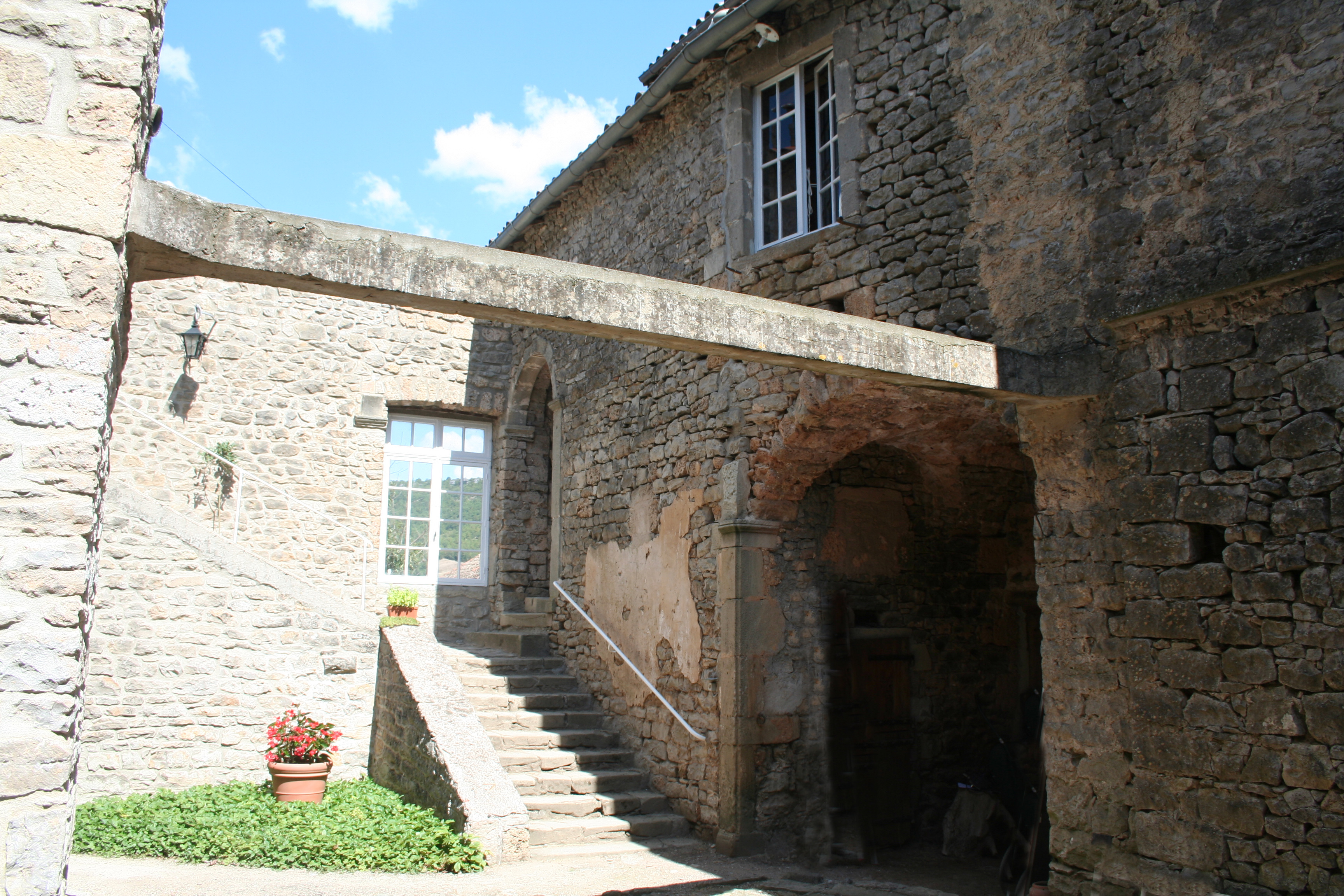

- Église paroissiale Saint-Beaulize modifiée de siècle en siècle jusqu’au XIXe.
- Le château et les vestiges de ses remparts.
- D’anciennes granges de l’abbaye de Nonenque dont le Mas Andral (salles voûtées armoriées et cheminée).
- Grotte de Landric. Cette grotte a été occupée dès la Préhistoire, puis pendant la protohistoire. Elle a été fouillée par Pierre Temple en 1830 puis en 1853, mais le site était perturbé par l'implantation d'une cave à fromage. Ces fouilles ont révélé du mobilier du Bronze final, des vestiges chalcolithiques et une céramique protohistorique exceptionnelle[52],[53].
- Établissement gallo-romain de la Batisse : tuiles gallo-romaines.

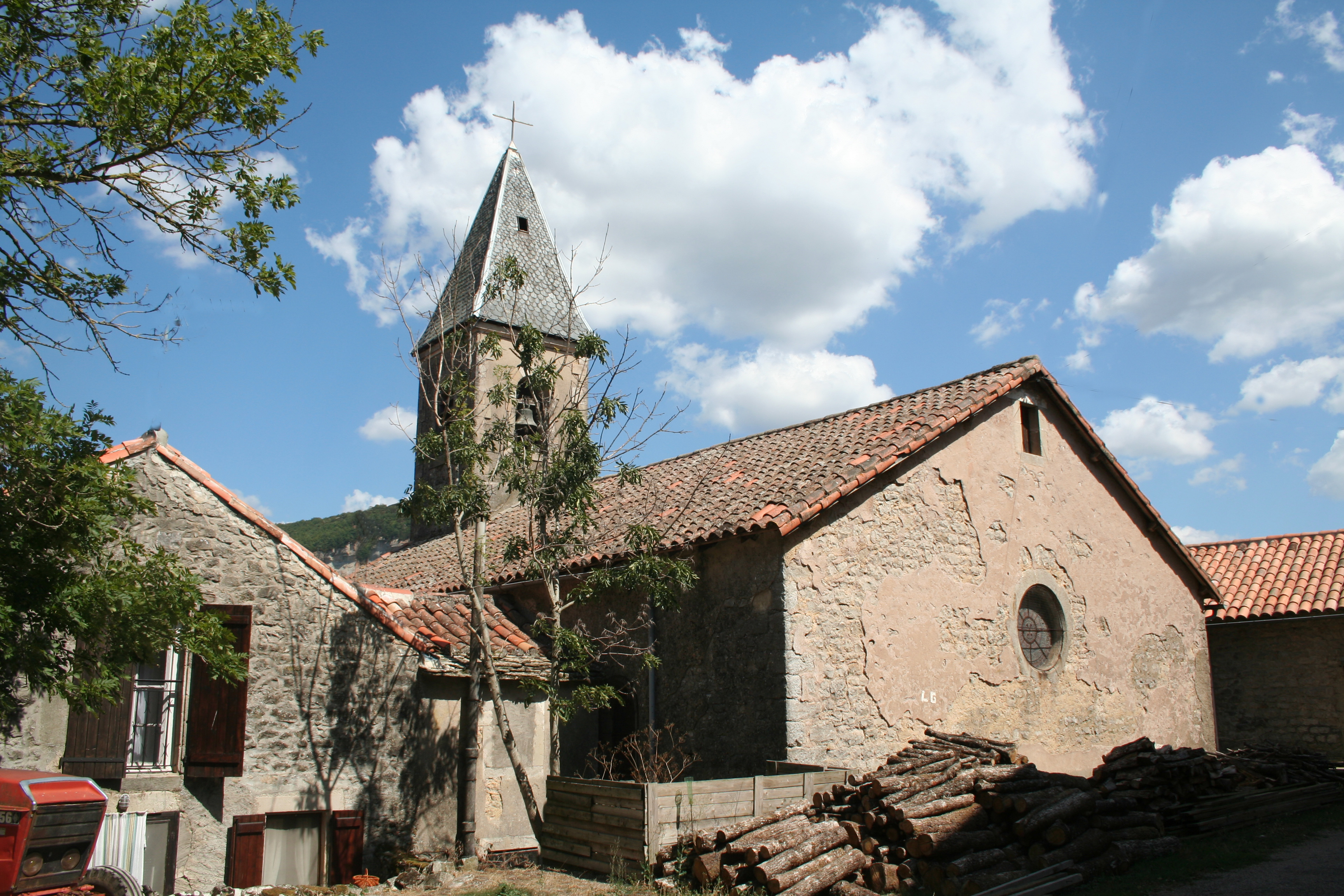
Église.
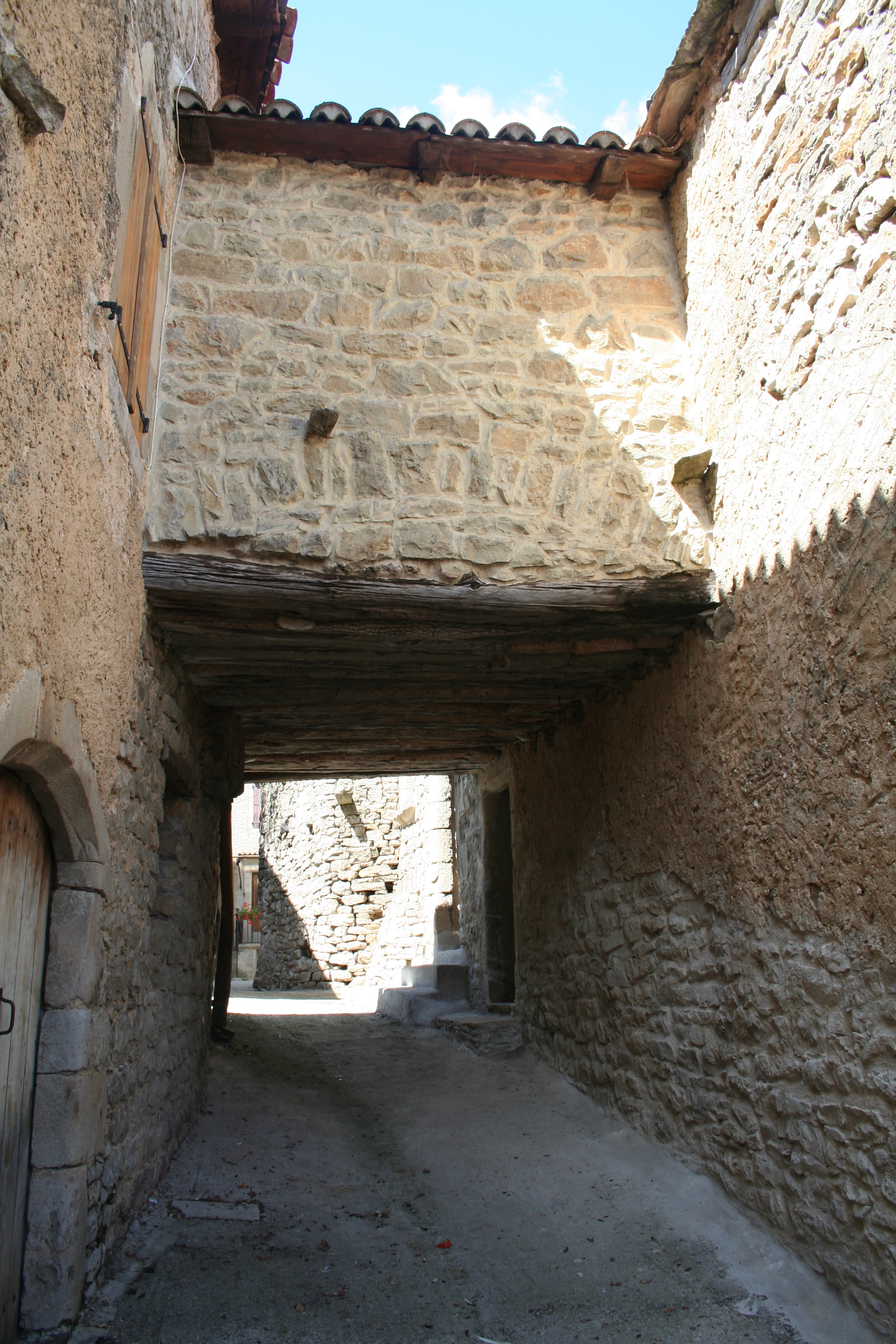
Rue.
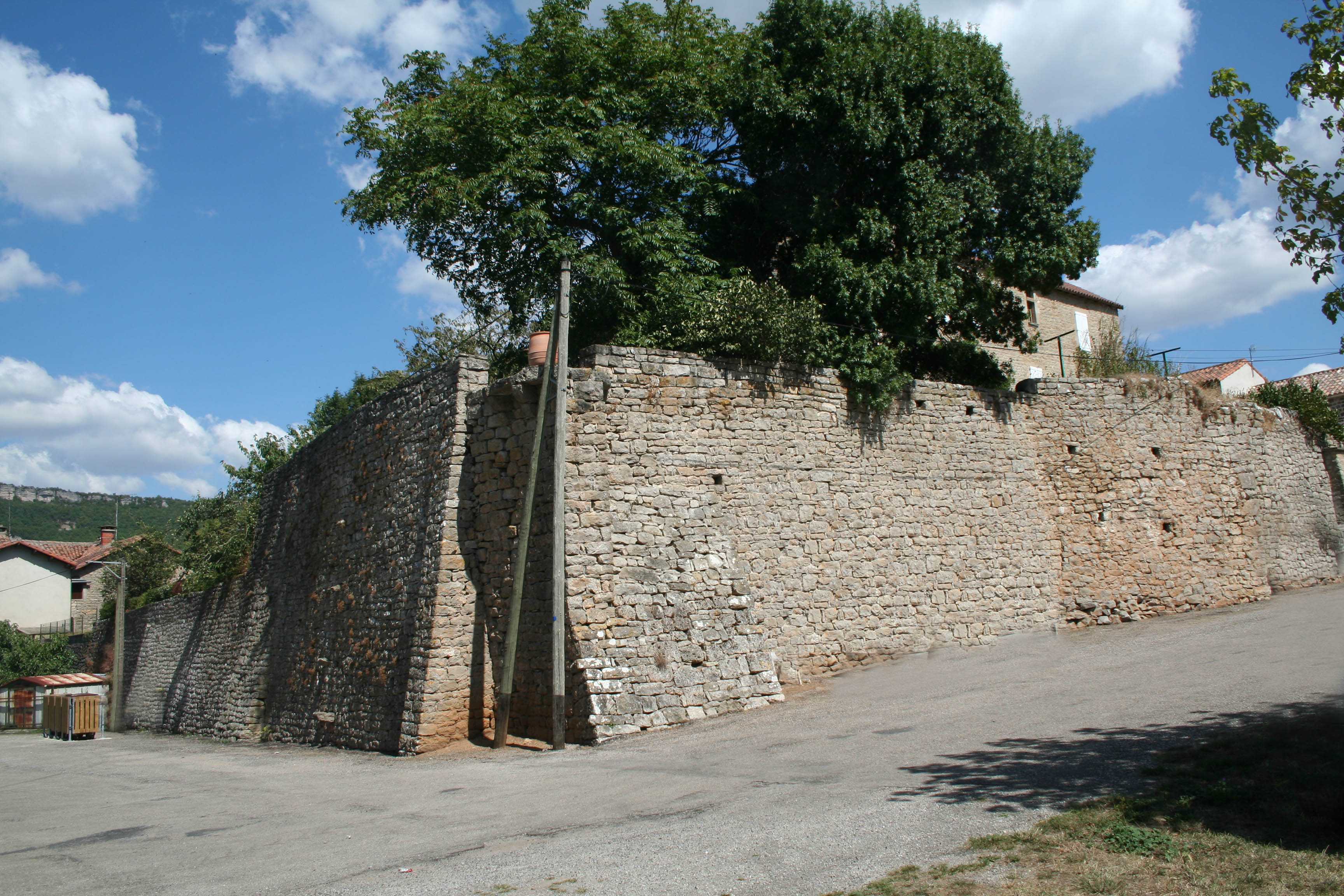
Remparts.

- Le château